# 营根镇
营根镇，是中华人民共和国海南省琼中黎族苗族自治县下辖的一个乡镇级行政单位，亦是縣政府的所在地。

## 行政区划
营根镇下辖以下地区：
营东社区、营南社区、营北社区、升坡村、百花村、南丰村、高田村、加钗村、那柏村、朝参村、朝根村、新市村、湴湾村、新朗村、岭头村、红岭村、番沟村、大朗村和营根村。